# Зіко ван Дейк
Маркус «Зіко» ван Дейк, від народження Сікосек нім. Sikosek (нар. 1973, Кірхеллен ) — німецький історик, есперантист і вікіпедист, що живе в Нідерландах. Голова Вікімедіа Нідерланди (з 2011 по 2014). У 2014 разом із Міхаелем Шульте він заснував дитячу онлайн-енциклопедію Клексикон.
Сфера наукових інтересів Ван Дейка включає історію есперанто, а також сучасну та новітню політичну історію Німеччини та Нідерландів.

## Публікації

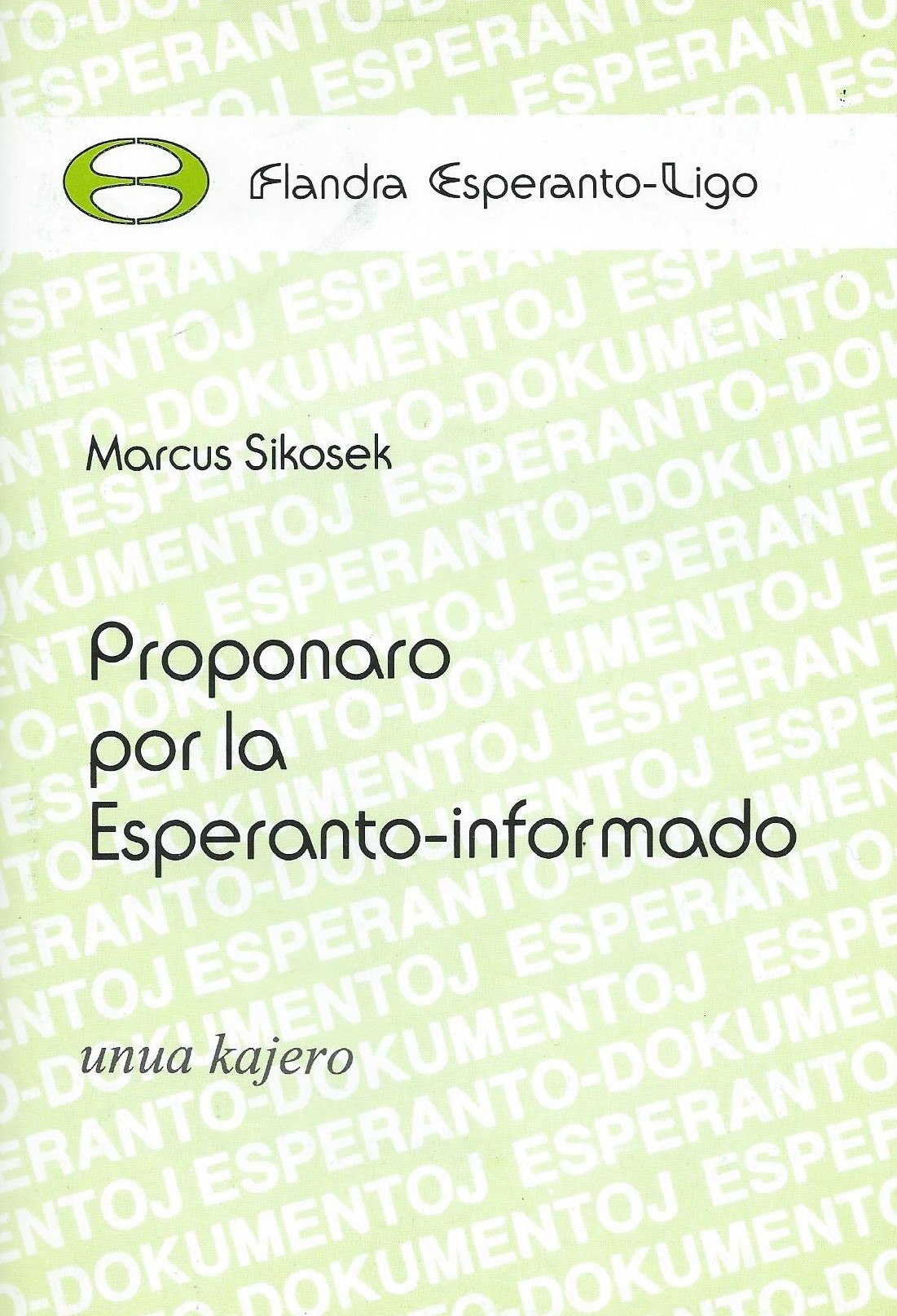
Proponaro por la Esperanto-informado

- Proponaro por la Esperanto-informado. Flandra Esperanto-Ligo, Антверпен 1995, ISBN 90-71205-61-4.
- Esperanto sen mitoj. Mensogoj kaj memtrompoj en la esperanto-informado. Flandra Esperanto-Ligo, Антверпен 1999, ISBN 90-71205-70-3 (2-е видання 2003).
- Sed homoj kun homoj. Universalaj kongresoj de esperanto 1905–2005. Universala Esperanto-Asocio, Роттердам 2005, ISBN 92-9017-087-5.
- Die neutrale Sprache. Eine politische Geschichte des Esperanto-Weltbundes. Skonpres, Бидгощ 2006, ISBN 978-83-89962-03-4 (одночасно: Дисертація, Утрехтський університет).
- Informado praktike. Flandra Esperanto-Ligo, Антверпен 2007, ISBN 978-90-77066-29-4.
- La Asocio. Skizoj kaj studoj pri la historio de UEA. Flandra Esperanto-Ligo, Антверпен 2008, ISBN 978-90-77066-37-9 (archive.org).
- Vikipedio por vi. Kiel ĝi funkcias, kiel vi kontribuas. Espero, Партизанське 2008, ISBN 978-80-89366-01-9.
- Wikipedia. Wie Sie zur freien Enzyklopädie beitragen. Open Source Press, Мюнхен 2010, ISBN 978-3-941841-04-8 (wikimedia.org).
- Historio de UEA. Espero, Партизанське 2012, ISBN 978-80-89366-15-6.
- Wikis und die Wikipedia verstehen. Eine Einführung (= Edition Medienwissenschaft. Том 87). Transcript, Білефельд 2021, ISBN 978-3-8376-5645-9, doi:10.1515/9783839456453 (Відкритий доступ).